# Marianne Bleeke-Ehret
Marianne Bleeke-Ehret (* 25. Mai 1933 in Herford; † 15. Februar 2005 ebenda) war eine deutsche Bildhauerin.

## Leben
Marianne Bleeke-Ehret wurde 1933 als Marianne Störmer in Herford geboren. Nach der Schule absolvierte sie auf Wunsch des Vaters eine Lehre als Friseurin und machte danach eine kaufmännische Ausbildung. In sehr jungen Jahren heiratete sie Wilhelm Bleeke, mit dem sie drei Kinder bekam.
Ihre bildhauerische Ausbildung erwarb sie an der Werkkunstschule Bielefeld und später an der Staatlichen Werkkunstschule Berlin. Nach ihrer künstlerischen Ausbildung wurde sie in ihrer Heimatstadt Herford als freischaffende Künstlerin tätig. Nach der Scheidung von ihrem ersten Ehemann heiratete sie Mitte der 1980er Jahre Friedrich Ehret. Am 19. Februar 2005 starb sie nach Krankheit in Herford.

## Werk

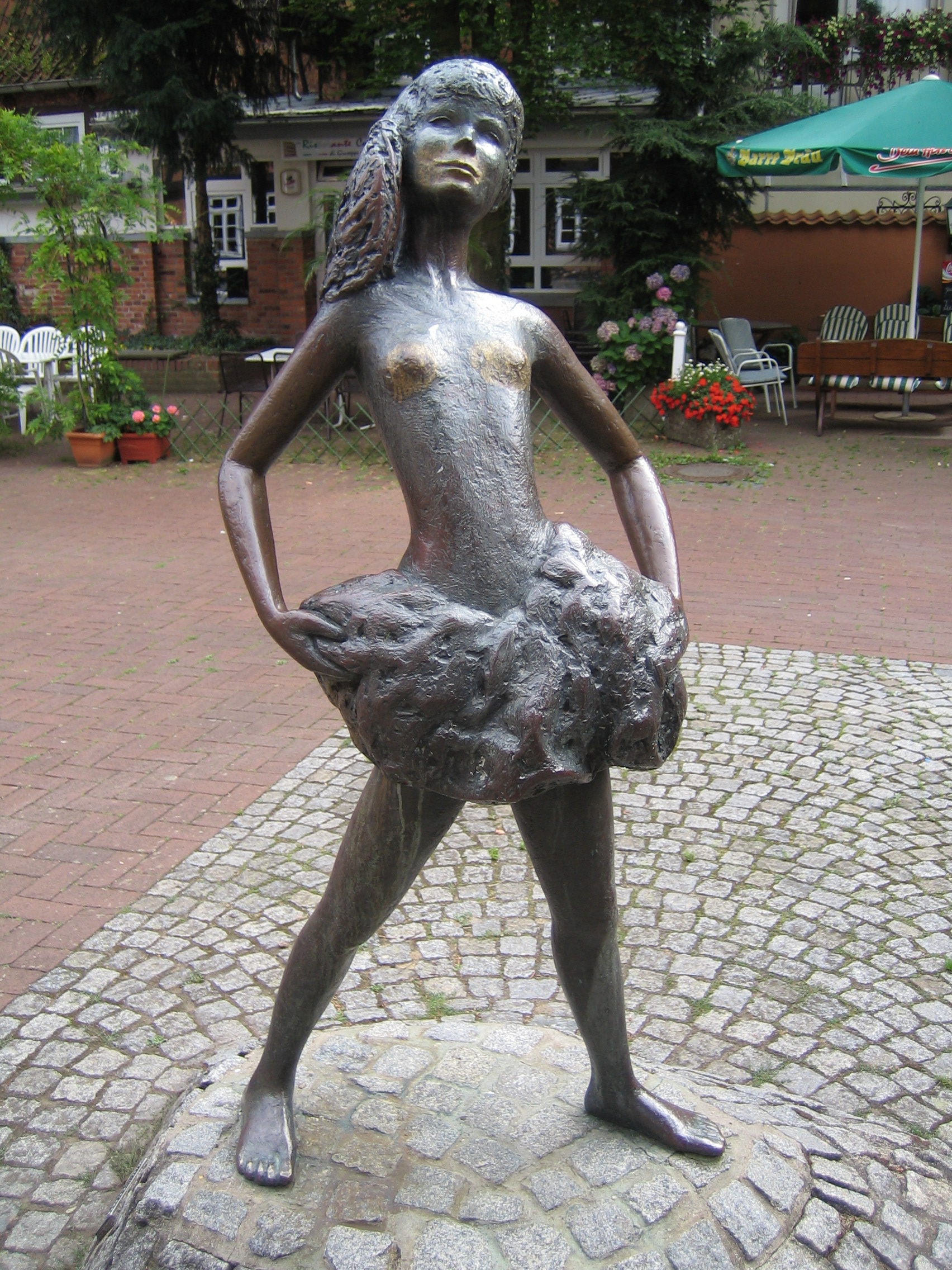
Die kleine Nienburgerin Skulptur von Marianne Bleeke-Ehret

Das Gesamtwerk von Bleeke-Ehret umfasst etwa 2000 Objekte, von denen viele auf öffentlichen Plätzen und in Gebäuden zu sehen sind. Darunter befinden sich vor allem Skulpturen, aber auch kleine und großformatige Reliefs, die in Stein oder Bronze gearbeitet sind. Zu den Skulpturen gehören der Lausbub in Herford, der Salzsieder in Bad Salzuflen und Die kleine Nienburgerin in Nienburg/Weser.
In ihrer späteren Schaffensperiode sind diverse Schalen, Seidenmalereien und abstrakte Formen aus Holz entstanden. Ihre Werke wurden auf internationalen Ausstellungen und in Galerien gezeigt, so unter anderem in Belgien, Italien, Griechenland und in ihrer Heimatstadt Herford.